# McLintock!
McLintock! är en amerikansk westernkomedi från 1963 i regi av Andrew V. McLaglen och med John Wayne och Maureen O'Hara i huvudrollerna. Handlingen är löst baserad på Shakespeares Så tuktas en argbigga.

## Medverkande

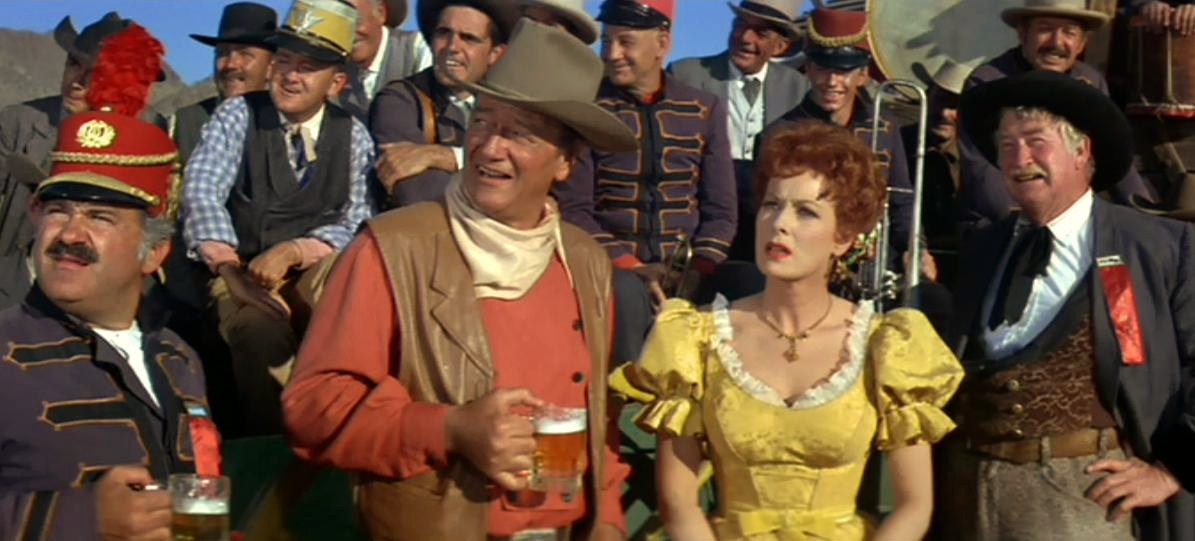
Jack Kruschen, John Wayne, Maureen O'Hara och Chill Wills

| John Wayne         | – George Washington "G.W." McLintock |
| Maureen O'Hara     | – Katherine McLintock                |
| Yvonne De Carlo    | – Louise Warren                      |
| Patrick Wayne      | – Devlin Warren                      |
| Stefanie Powers    | – Becky McLintock                    |
| Jack Kruschen      | – Birnbaum                           |
| Chill Wills        | – Drago                              |
| Jerry Van Dyke     | – Matt Douglas Jr.                   |
| Edgar Buchanan     | – Bunny Dull                         |
| Bruce Cabot        | – Ben Sage                           |
| Perry Lopez        | – Davey Elk                          |
| Michael Pate       | – Puma                               |
| Strother Martin    | – Agard                              |
| Gordon Jones       | – Matt Douglas                       |
| Robert Lowery      | – guvernören                         |
| H.W. Gim           | – Ching                              |
| Ed Faulkner        | – Ben Sage som ung                   |
| Aissa Wayne        | – Alice Warren                       |
| Chuck Roberson     | – Lord, sheriff                      |
| Mari Blanchard     | – Camille                            |
| John Stanley       | – Running Buffalo                    |
| Hal Needham        | – Carter                             |
| Pedro Gonzales Jr. | – Carlos                             |
| Hank Worden        | – Jeth                               |
| Leo Gordon         | – Jones                              |
| Kari Noven         | – Millie                             |